# Mandevilla jamesonii
Mandevilla jamesonii är en oleanderväxtart som beskrevs av R. E. Woodson. Mandevilla jamesonii ingår i släktet Mandevilla och familjen oleanderväxter. Inga underarter finns listade i Catalogue of Life.